# جوش رايف
جوش رايف (بالإنجليزية: Josh Rife)‏ هو لاعب كرة قدم أمريكي في مركز الدفاع، ولد في 29 ديسمبر 1979 في هونولولو في الولايات المتحدة. لعب مع ميلواكي وايف.